# Calau caragroc
El calau caragroc (Rhabdotorrhinus exarhatus) és una espècie d'ocell de la família dels buceròtids (Bucerotidae) que habita els boscos de Sulawesi i les properes Lembeh, Muna i Butung.